# تحصينات بوخارست

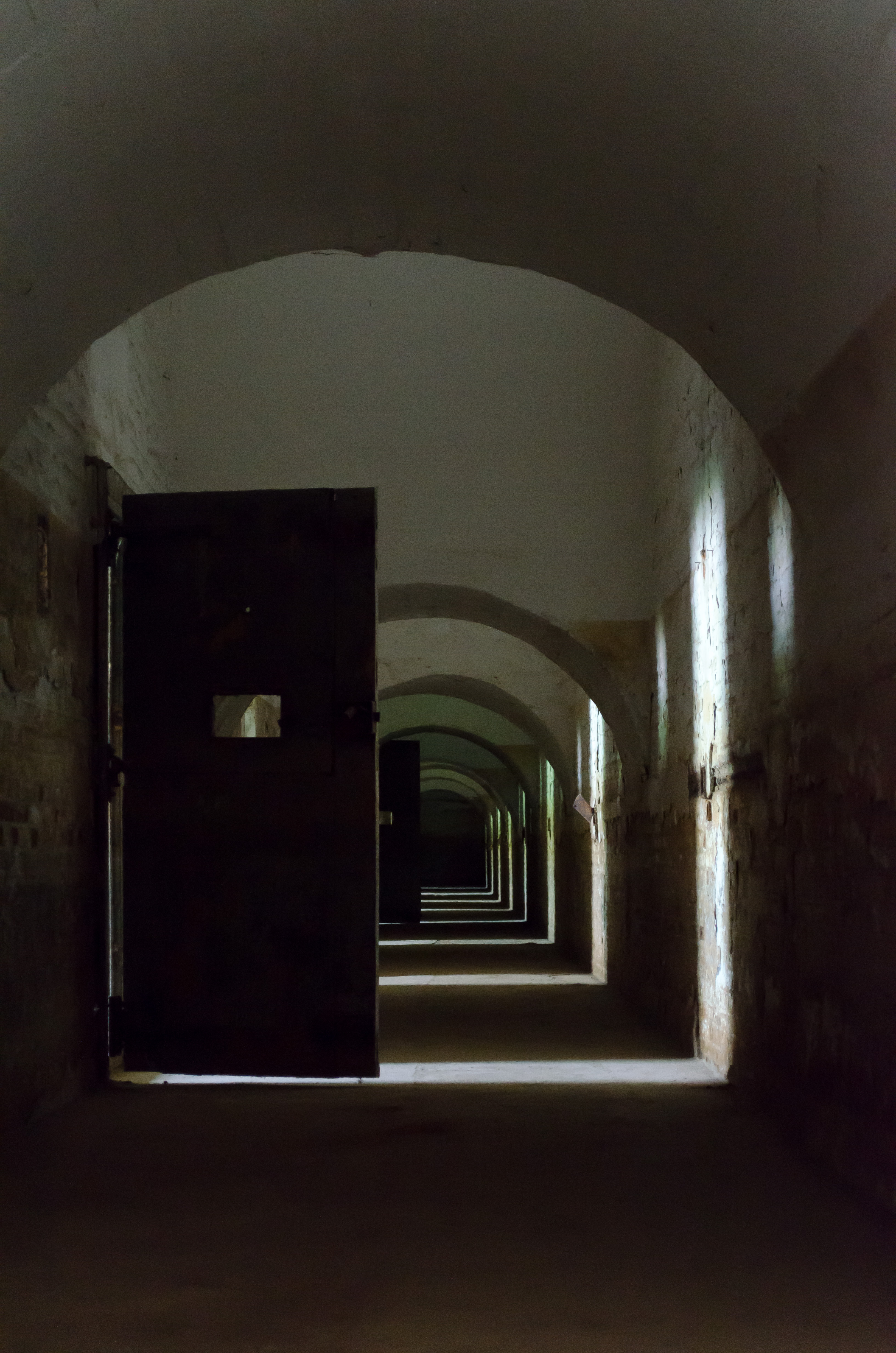
الحصن 13، جيلافا

تحصينات بوخارست هي حلقة مكونة من ستة وثلاثين حصنًا (18 حصنًا و18 بطارية) بُنيت في أواخر القرن التاسع عشر وتحيط ببوخارست، عاصمة رومانيا.
أدى تقرير صادر عن وزارة الحرب إلى قيام المهندس العسكري البلجيكي الشهير هنري أليكسيس بريالمونت (الذي قام بعدة زيارات إلى بوخارست، واجتمع مع الملك كارول الأول) بوضع خطة لتحصينات المدينة، حيث بدأ البناء في عام 1884. بلغت تكلفة الحصون، التي تبعد عن بعضها البعض حوالي 4 كم، 111.5 مليون ليو ذهبي (ما يعادل 614 مليون يورو اليوم، والتي تم تخصيص 15 مليونًا منها فقط في البداية)، أو ثلاثة أضعاف الميزانية السنوية للجيش.
استغرق بناء الحصون أكثر من عقدين من الزمن، وكان العمل معقدًا للغاية؛ إذ يبلغ سمك الجدران مترين في بعض الأماكن. كانت جميع الحصون الثمانية عشر مرتبطة بطريق وخط سكة حديد، وهو اليوم DN100، الطريق الدائري في بوخارست. تم وضع ثماني عشرة بطارية تحت الأرض بين الحصون، وضمت حلقة التحصين حوالي 240 قطعة مدفعية في المجموع.   
لقد قامت رومانيا، التي كانت قد حصلت مؤخراً على استقلالها عن الإمبراطورية العثمانية، بهذا الجهد الهائل بما يتماشى مع العقيدة العسكرية السائدة في ذلك الوقت، والتي كانت تقول أنه يجب الدفاع عن العاصمة بأي ثمن. في حالة الغزو، كان من المقرر أن تكون بوخارست نقطة التراجع، ولكنها كانت أيضًا المكان الذي ستبدأ فيه العمليات العسكرية المهمة، والتي تمتد من نهر الدانوب إلى جبال الكاربات. 
في بداية القرن العشرين، أدت التطورات الكيميائية والجوية إلى جعل الحصون قديمة بعد وقت قصير من اكتمال بنائها. لقد جعلت المتفجرات والقصف الجوي التحصينات الكلاسيكية عديمة الفائدة في الحرب الحديثة. وفي عام 1914، أثارت معركة لياج، التي نجح فيها الجيش الألماني في اختراق التحصينات التي صممها بريالمونت أيضاً بسهولة أكبر من المتوقع، قلق السلطات في بوخارست. تم تفكيك قطع المدفعية الخاصة بالحصون — والتي كانت كلها من مدافع كروب عالية الجودة — بسرعة وتحويلها إلى مدفعية متحركة. بحلول عام 1916، عندما اقترب الجيش الألماني من بوخارست، كانت الحصون قد هُجرت بالفعل، وتم الاستيلاء على المدينة دون صعوبة كبيرة. 

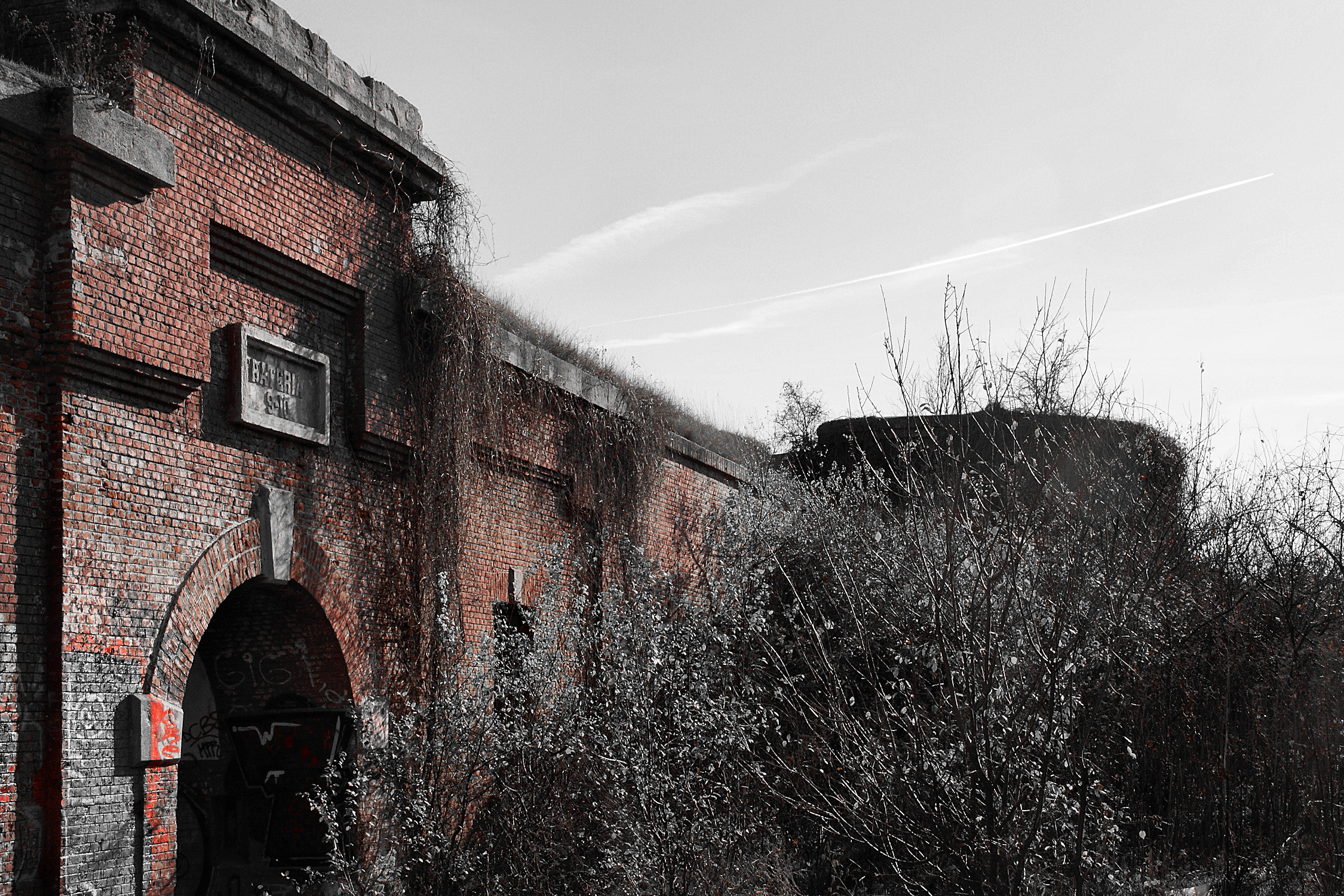
البطارية 9-10 في كاتيلو

اليوم، تخلى الجيش عن معظم الحصون. خلال الحقبة الشيوعية، تم استخدام الحصن 18 في كياجنا كسوق للمخللات. ومع ذلك، لا يزال الجيش يستخدم بعض الحصون، وخاصة تلك الواقعة إلى الجنوب الغربي من المدينة. وتستخدم هذه المواقع كميادين رماية ومخازن للذخيرة، كما أنها تؤوي وحدات الجيش؛ ويحظر على المدنيين الدخول إليها. أشهر هذه القلاع هو الحصن رقم 13 في جيلافا — وهو سجن عسكري يعود تاريخه إلى عام 1907، ووجهة مخيفة للسجناء السياسيين ومكان للإعدام أثناء الحقبة الشيوعية، ولا يزال الآن سجنًا.  من القلاع الشهيرة الأخرى — والأكثر زيارة — البطارية 9-10، التي تقع في كاتيلو، إلى الجنوب الشرقي من بوخارست. 

## ملحوظات
1. 1 2  Daniel Popa (10 Dec 2005). "Forturile Bucureștiului, transformate în ciupercării, depozite și cimitire" [The Forts of Bucharest, Transformed into Mushroom-Growing Facilities, Deposits and Cemeteries]. România Liberă (بالرومانية). Archived from the original on 2016-03-03. Retrieved 2008-06-26.
2. ↑  Ciprian Plăiașu (11 Sep 2012). "'Cetății' Bucureștiului i se refuză recunoașterea istorică" [Bucharest 'Citadel' Denied Historic Recognition]. Adevărul (بالرومانية). Archived from the original on 2012-11-15. Retrieved 2012-09-11.
3. ↑  Vlad Ignat (28 Dec 2012). "Fortificațiile din jurul Capitalei" [The Fortifications around the Capital]. Adevărul (بالرومانية). Archived from the original on 2022-02-08. Retrieved 2012-12-29.
4. 1 2 3  Daniel Popa (10 Dec 2005). "Forturile Bucureștiului, transformate în ciupercării, depozite și cimitire" [The Forts of Bucharest, Transformed into Mushroom-Growing Facilities, Deposits and Cemeteries]. România Liberă (بالرومانية). Archived from the original on 2016-03-03. Retrieved 2008-06-26.Daniel Popa (December 10, 2005). "Forturile Bucureștiului, transformate în ciupercării, depozite și cimitire" [The Forts of Bucharest, Transformed into Mushroom-Growing Facilities, Deposits and Cemeteries]. România Liberă (in Romanian). Archived from the original نسخة محفوظة 3 مارس 2016 على موقع واي باك مشين. on March 3, 2016. Retrieved June 26, 2008.
5. ↑  Ciprian Plăiașu (11 Sep 2012). "'Cetății' Bucureștiului i se refuză recunoașterea istorică" [Bucharest 'Citadel' Denied Historic Recognition]. Adevărul (بالرومانية). Archived from the original on 2012-11-15. Retrieved 2012-09-11.Ciprian Plăiașu (September 11, 2012). "'Cetății' Bucureștiului i se refuză recunoașterea istorică" [Bucharest 'Citadel' Denied Historic Recognition]. Adevărul (in Romanian). Retrieved September 11, 2012.
6. ↑  Vlad Ignat (28 Dec 2012). "Fortificațiile din jurul Capitalei" [The Fortifications around the Capital]. Adevărul (بالرومانية). Archived from the original on 2022-02-08. Retrieved 2012-12-29.Vlad Ignat (December 28, 2012). "Fortificațiile din jurul Capitalei" [The Fortifications around the Capital]. Adevărul (in Romanian). Retrieved December 29, 2012.
7. ↑  Andrei Bergheș (Nov 2012). "Forturile din București" (PDF). orasul.ro (بالرومانية). Archived from the original (PDF) on 2022-02-08. Retrieved 2020-05-23.

## قراءة إضافية
- (بالرومانية) Cornel I. Scafeș, Ioan I. Scarfeș "Armamentul Cetății Bucureşti", Document 2008/4 (42), pp. 74–79
- Cornel I. Scafeș, Ioan I. Scafeș, București. Fortificațiile din jurul capitalei (1884-1914). Editura Alpha MDN, Buzău, 2008, (ردمك 978-973-139-068-0)